# Машуков, Илья Геннадьевич
Илья Геннадьевич Машуков (27 марта 1994, Сыктывкар) — российский биатлонист, призёр чемпионата России. Мастер спорта России (2015).

## Биография
В детстве занимался лыжным спортом в ДЮСШ «Северная Олимпия» (Сыктывкар), позднее перешёл в биатлон. Первый тренер — Сметанин Юрий Фёдорович. На российских соревнованиях представлял Республику Коми, с 2019 года также представляет Санкт-Петербург. Тренер (по состоянию на 2019 год) — С. Г. Башкиров
В 2020 году стал бронзовым призёром чемпионата России в командной гонке в составе сборной Северо-Западного ФО. На Кубке России становился призёром этапов в личных дисциплинах.